# 1926 în artă
← 1923 în artă — 1924 în artă — 1925 în artă ——  1926 în artă  —— 1927 în artă — 1928 în artă — 1929 în artă →
1926 în artă implică o serie de evenimente:

## Evenimente

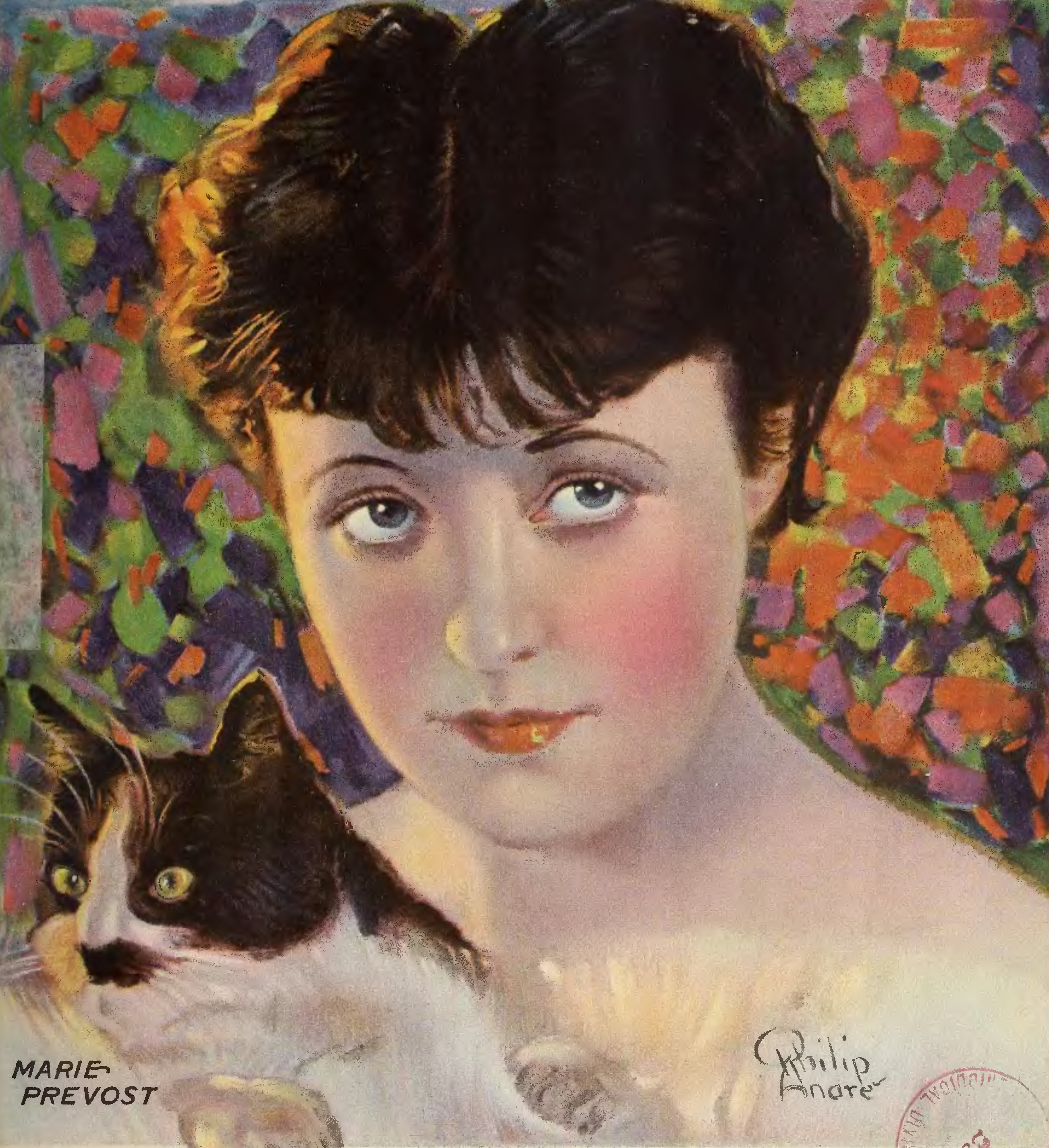
1926 — Marie Prevost (n. Mary Bickford Dunn, 1896 – 1937, actriță canadiană de filme mute și sonore, pe o pagină din 1926 a revistei Picture Play (Street & Smith — martie 1926 – august 1926) (pagina 503)

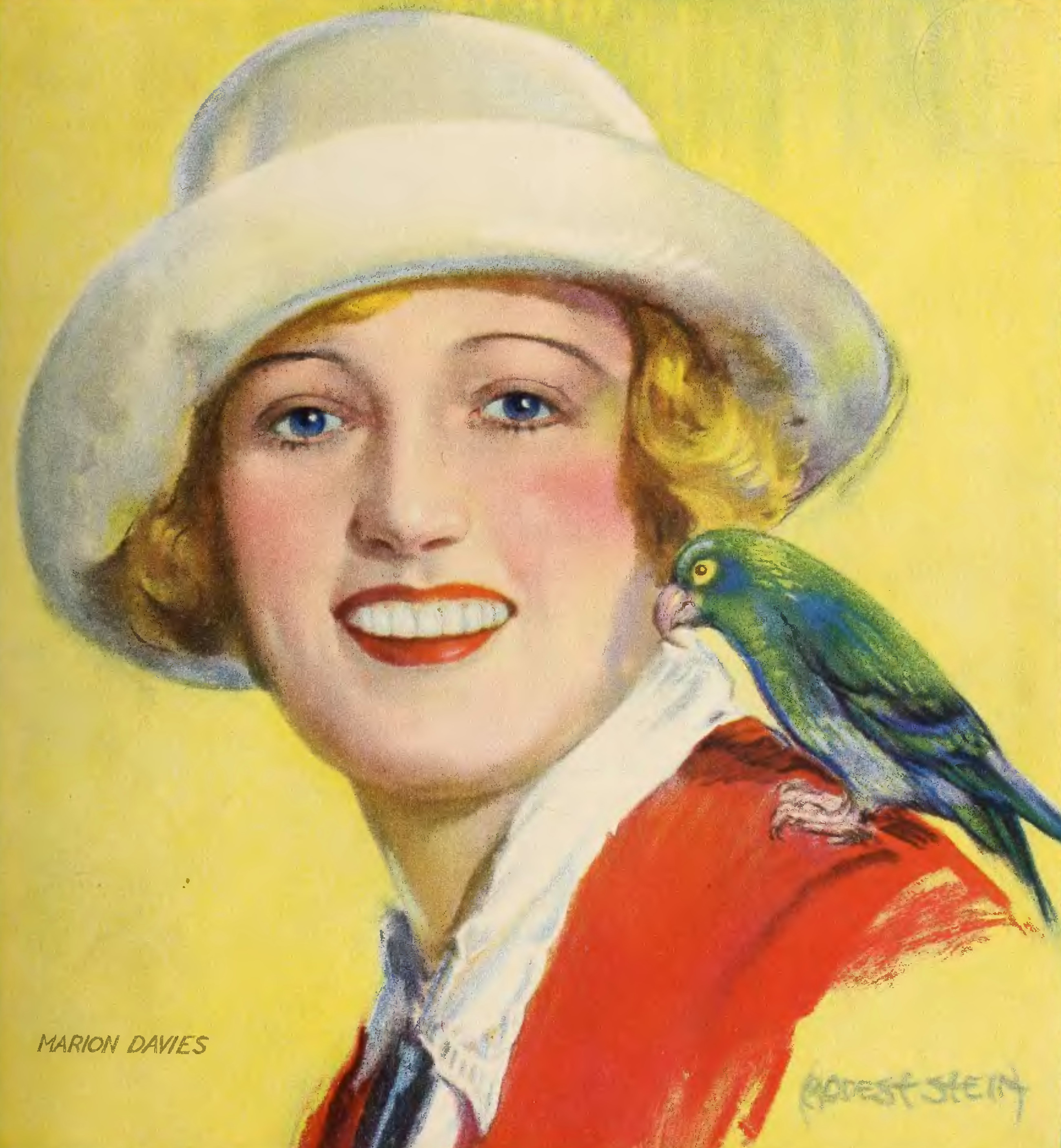
1926 — Marion Davies (n. Marion Cecilia Douras 1897 – 1961), americană, actriță, producător, scenaristă și filantropistă, pe o pagină din 1926 a revistei Picture Play (Street & Smith — martie 1926 – august 1926) (pagina 255)

### Evenimente artistice oriunde
- Pictura lui Marcel Duchamp intitulată Mireasa dezbrăcată de burlacii ei, real este accidental parțial distrusă.
- Marjorie Watson-Williams se mută la Paris, adoptând numele Paule Vézelay.

- 2 martie
- 8 mai –

 Fără date precise 

## Premii
- Premiul Prize s-a acordat lui W B McInnes – Silk and Lace (Mătase și dantelă)

## Lucrări

### Lucrări oriunde
- Max Beckmann – Quappi in Blue
- H. Chalton Bradshaw cu bronzuri de Gilbert Ledward – Guards Memorial, Lonfra
- Alexander Calder – Cirque Calder (sculptură din cabluri)
- Alexander Stirling Calder – Shakespeare Memorial, Philadelphia, statul federal  Pennsylvania
- Salvador Dalí – Coșul de pâine — (The Basket of Bread)

## Nașteri

### Ianuarie - iunie
- 1 ianuarie –
- 23 ianuarie –
- 3 martie –
- 28 martie –
- 24 aprilie –
- 7 mai –
- 22 iunie –

### Iulie - decembrie
- 3 iulie –
- 25 iulie –
- 1 august –
- 3 septembrie –
- 3 octombrie –
- 6 octombrie –

## Decese
- 23 ianuarie –
- 19 februarie –
- 16 martie –
- 15 mai –

## Galerie (lucrări din 1926)

Lucrări reprezentative
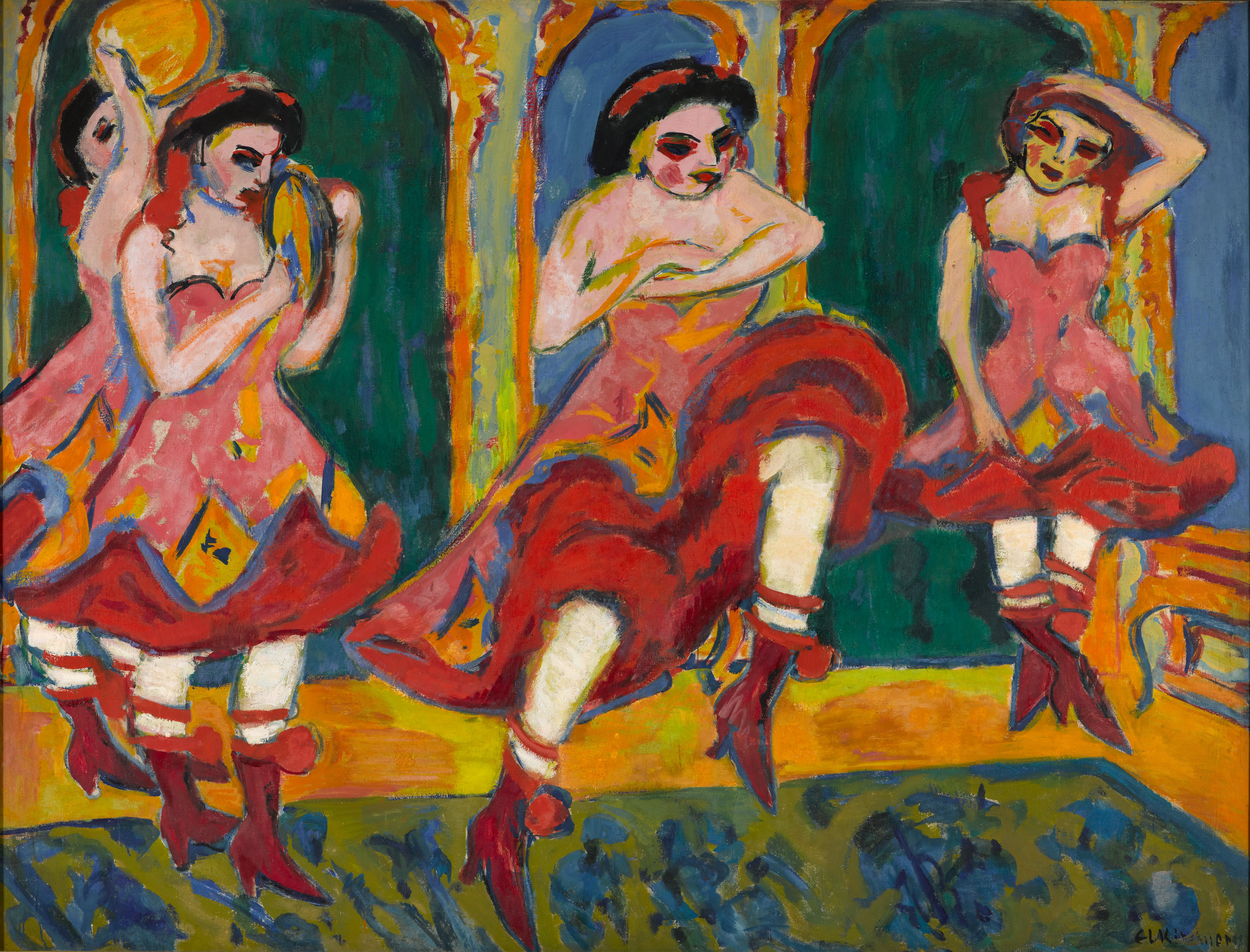
1926 — Ernst Ludwig Kirchner – WikiData Q229272 – (1880 – 1938) – Dansatoare de ciardaș
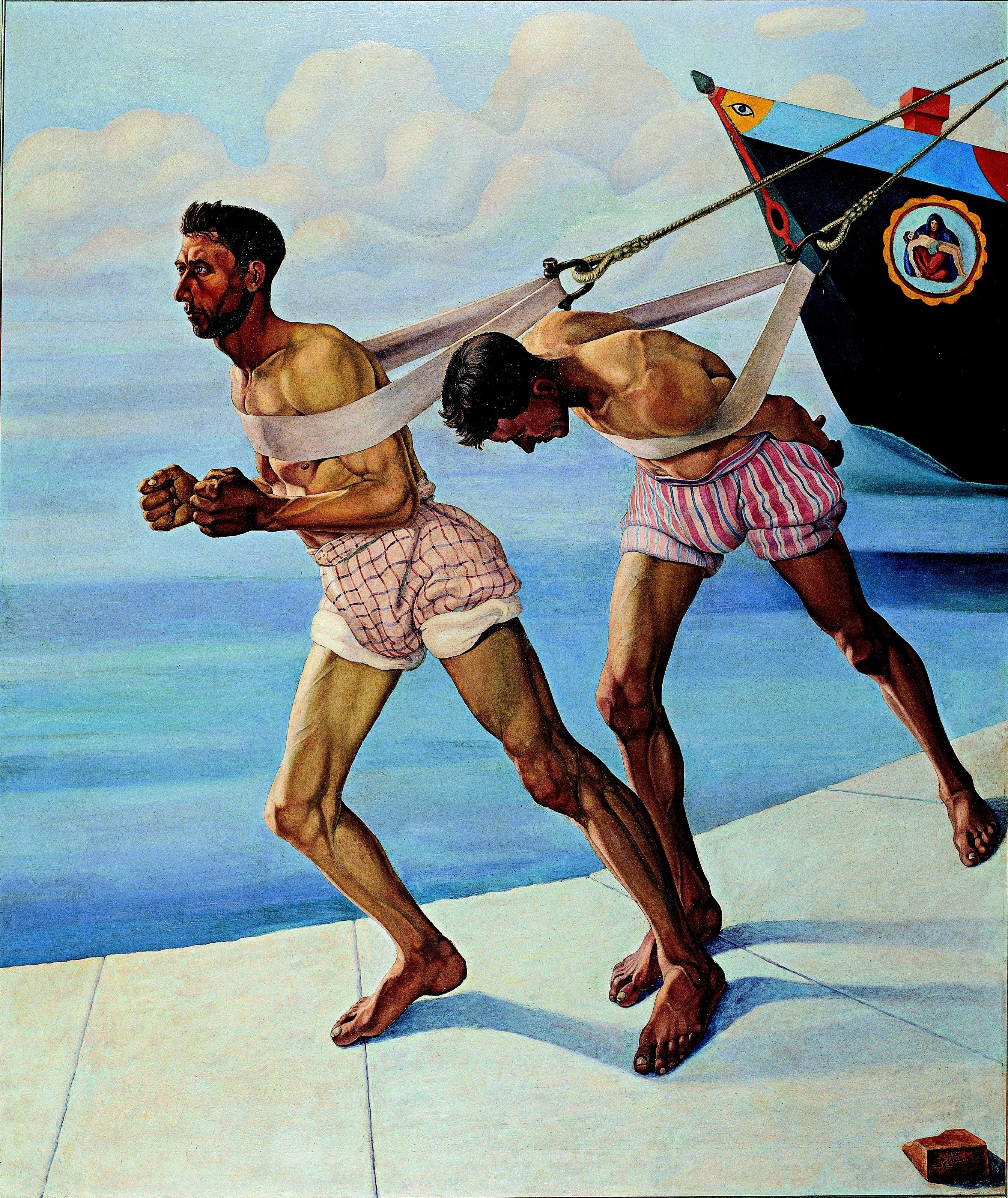
1926 — Cagnaccio di San Pietro – WikiData Q1025737 – (1897 – 1946) – L'Alzana
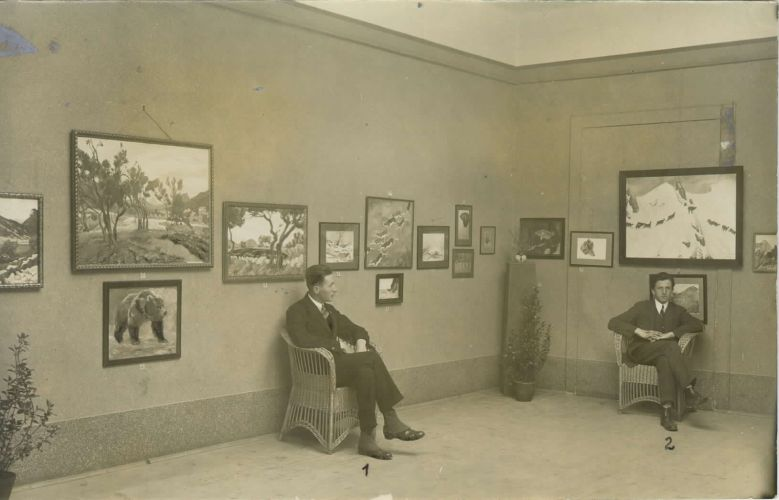
1926 — Artiștii vizuali Božidar Jakac și Josip Gorup, la o expoziție de artă din 1926 — Božidar Jakac (1899 - 1989) și Jože_Gorjup (1907 - 1932)
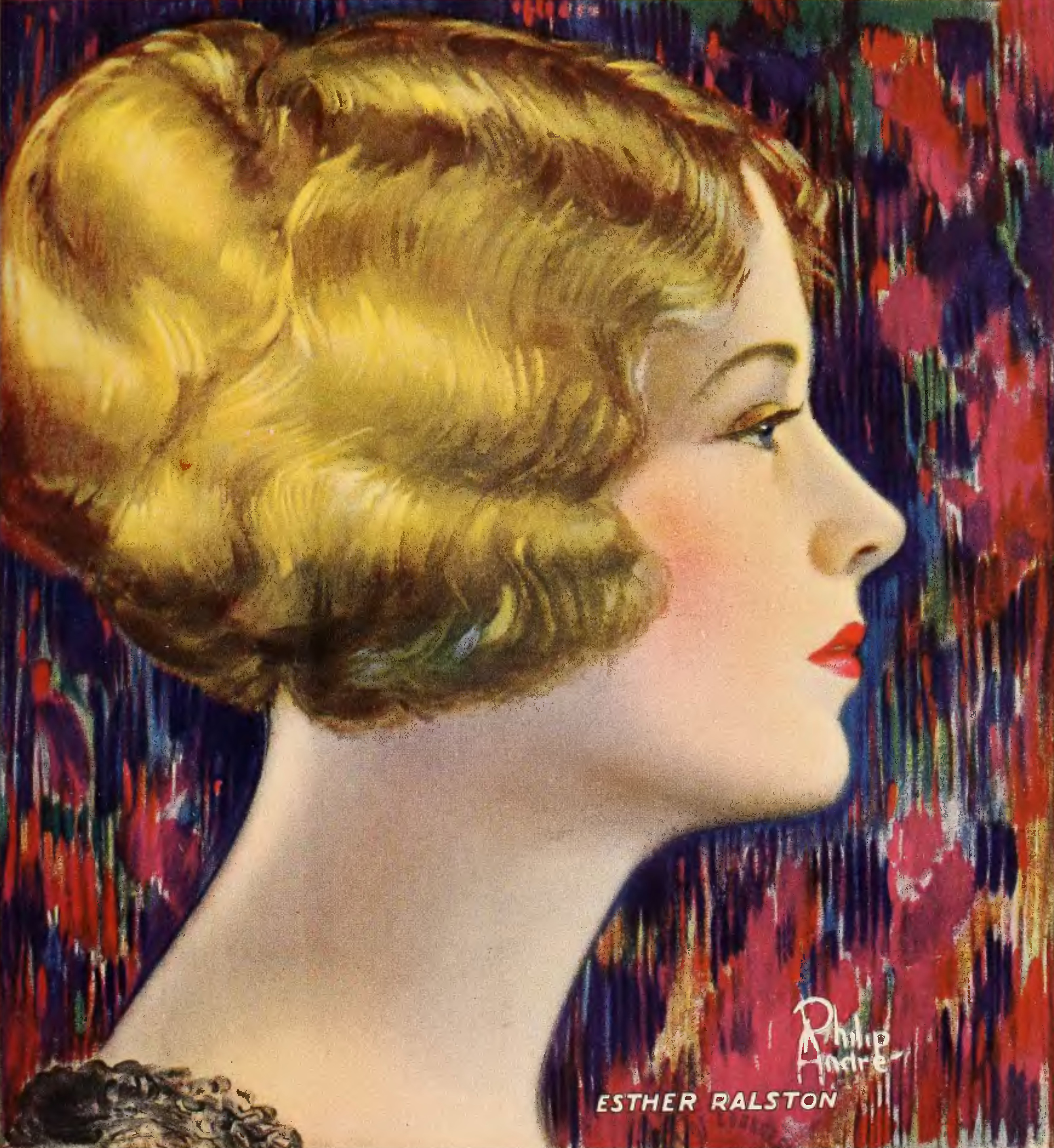
1926 — Esther Ralston (n. Esther Louise Worth, 1902 – 1994), actriță americană de filme mute și sonore, pe o pagină din 1926 a revistei Picture Play (Street & Smith — martie 1926 – august 1926) (pagina 633)
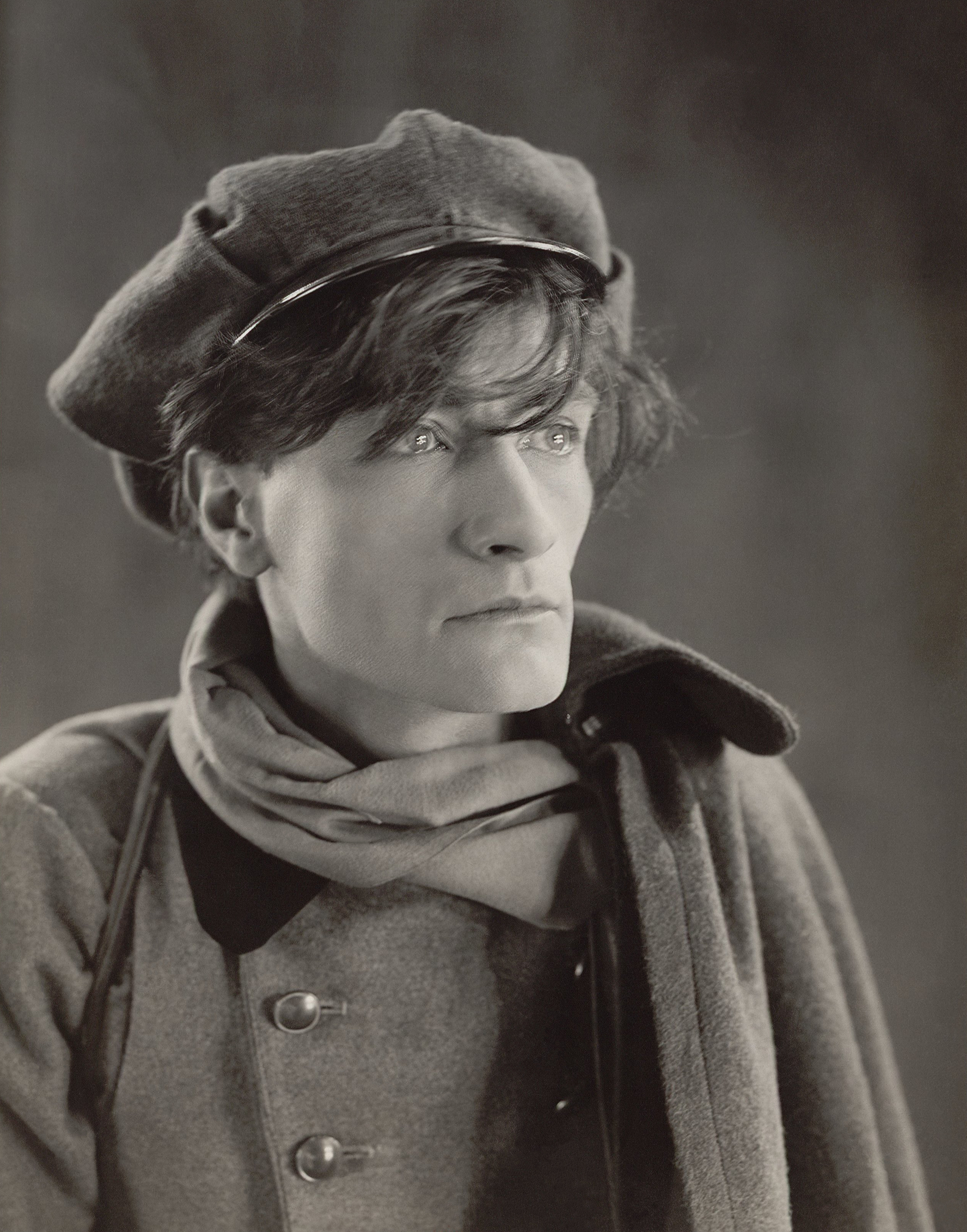
1926 — Antonin Artaud, (1896 - 1948), teoretician al teatruului, actor, eseist, scriitor și poet francez, aici într-o fotografie din 1926, în rolul personajului Gringalet,din filmul Le Juif errant de Luitz-Morat
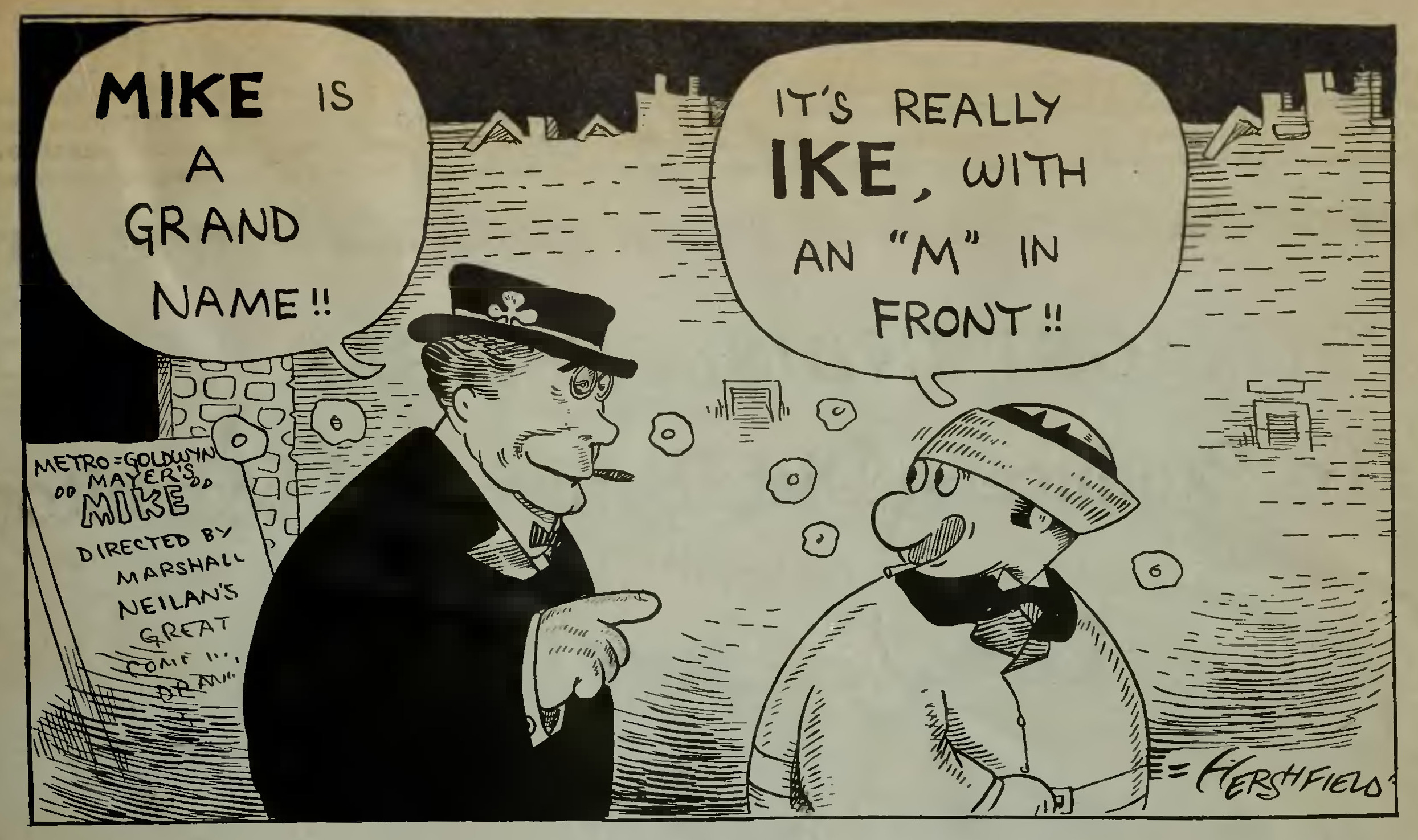
1926 — Stop cadru dintr-o bandă comică, The Film Daily, ianuarie - iunie 1926 (pagina 201)
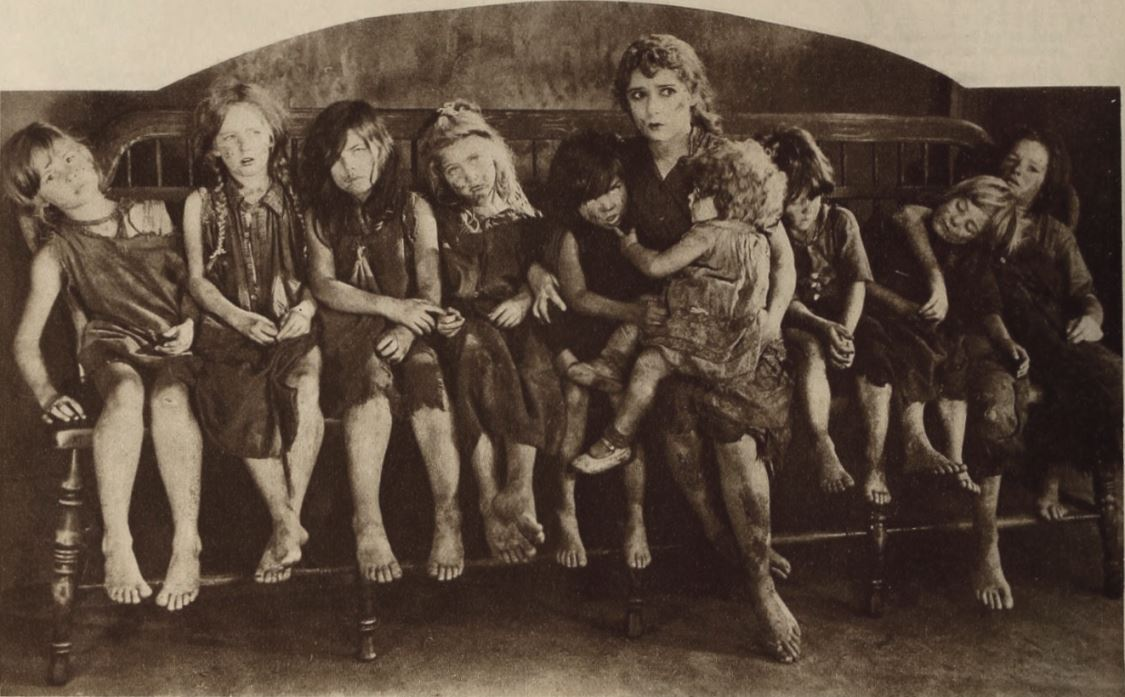
1926 — Stop cadru din filmul mut dramatic american Sparrows (Vrăbiile, 1926) cu Mary Pickford și cu un grup de fetițe actrițe neprofesioniste, ci doar ocazionale
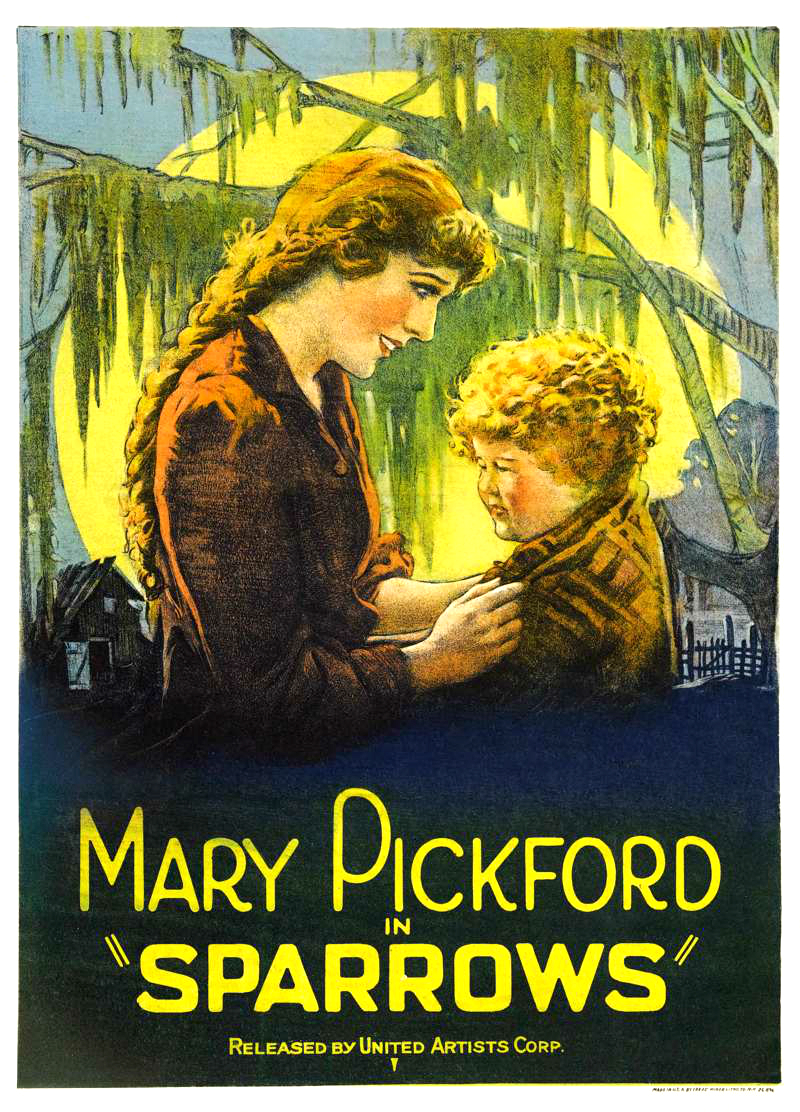
1926 — Afișul oficial al filmului mut dramatic american Sparrows (Vrăbiile, 1926) cu Mary Pickford